# Vormholz (Witten)
Vormholz ist ein Ortsteil im Wittener Stadtteil Herbede. Er trägt die Gemarkungsnummer 82 und hatte am 31. Dezember 2015 insgesamt 3250 Einwohner.

## Geschichte

### Entstehung
Bereits für das Jahr 1220 lässt sich ein Hof im Gebiet des heutigen Vormholzes belegen. Große Heidtmann hieß der ansässige Bauer. Gut dokumentiert ist das Wachsen des Ortsteils ab dem 16. Jahrhundert. In dieser Zeit gaben die Herren von Elverfeldt, die als Gerichtsherren Herbede verwalteten, das Gebiet zur Ansiedlung von weiteren Höfen und Köttern frei.
Die St. Martinskirche wurde 2007 abgetragen.

### Bergbau
Der Bergbau veränderte das Gesicht der Bauernsiedlung im 19. Jahrhundert maßgeblich. Lebten 1818 199 Personen in Vormholz, waren es 1889 über 1250. In Vormholz sowie dem angrenzenden Muttental entstanden in dieser Phase eine ganze Reihe von kleinen Zechen. Die Einwohnerzahl Vormholz stieg vor allem aufgrund des Siedlungsbaus, über 90 Prozent der Einwohner Vormholzes waren Bergleute beziehungsweise ihre Familien. Mit dem Kleinzechensterben Ende des 19. Jahrhunderts fanden viele Vormholzer Bergleute Arbeit in anderen in Herbede angesiedelten Industrien.

### Eingemeindung
Am 1. April 1926 wurde Vormholz in die Gemeinde Herbede eingegliedert.

## Vormholz heute
Vormholz dient heute primär als Schlafstadt. Nicht unumstritten sind diverse Bebauungsabsichten im Umfeld des Ortsteils. Vormholz ist von großen Wiesen, teilweise auch von dicht bewachsenen Wäldern umgeben. Viele Einwohner befürchten, dass mit neuen Bebauungen der Charme des Ortsteils verloren gehen könnte. Einen großen Teil der Bebauung stellen Ein- und Zweifamilienhäuser dar. Bemühungen der Politik, in Vormholz eine Art Dorfkern zu etablieren, sind bislang fehlgeschlagen. Zwar gibt es einige kleine Geschäfte (Lotto, Getränkemarkt u. ä.), seit der Pleite der Konsumgenossenschaft KG Dortmund-Kassel eG Mitte der 1990er Jahre gibt es in Vormholz keinen Supermarkt mehr.

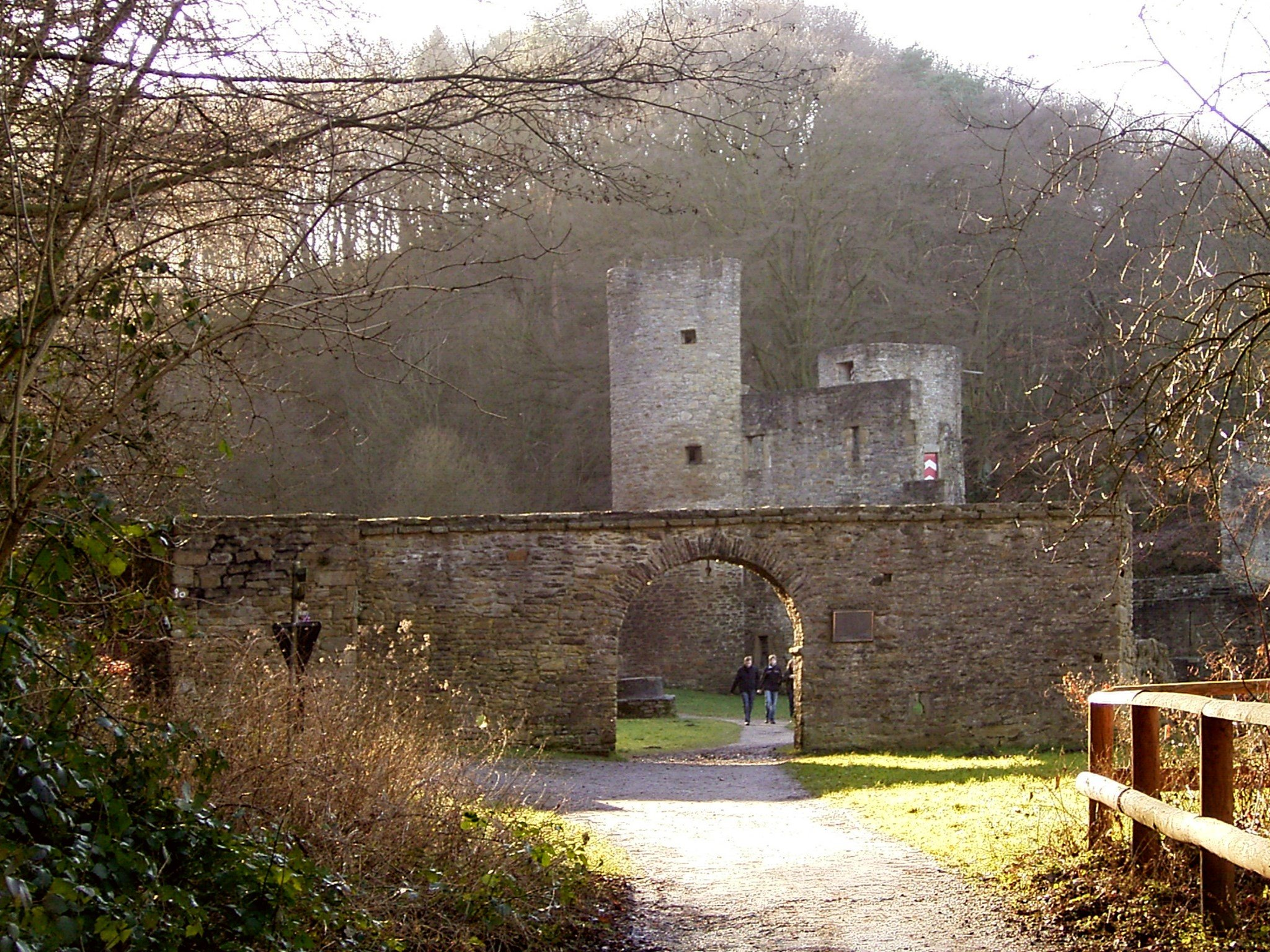
Burgruine Hardenstein

Touristisch bedeutend ist u. a. die in der Vormholzer Gemarkung liegende Burgruine Hardenstein mit dem umgebenden Naturschutzgebiet Hardenstein. Große Teile des Bergbauwanderwegs Muttental befinden sich auf Vormholzer Gebiet.

## Stadtteil oder Ortsteil?
Bis 1974 war Vormholz ein Stadtteil der Stadt Herbede. Am 1. Januar 1975 wurde Herbede in die Stadt Witten eingemeindet. Heute ist Vormholz ein Ortsteil von Herbede. Zwar weisen Ortseingangsschilder Vormholz als Stadtteil aus (Witten – Stadtteil Vormholz), dies ändert jedoch nichts am tatsächlichen Status.

## Sport
Vormholz’ eigener Sportverein ist der SV Vormholz. Zwar hat Vormholz eine Sporthalle, Fußballspiele finden jedoch auf der Anlage in Durchholz statt. Die Mannschaft spielt nach einigen Jahren in der Kreisliga B wieder in der Kreisliga C.

## Persönlichkeiten
- Heinrich Busse (1900–1978), Grafiker